# Le Jura libre
Le Jura libre (officiellement Le Jura libre - Optique jurassienne) est un hebdomadaire suisse qui paraît à Moutier (BE).

## Histoire
Le 30 novembre 1947, lors de la fondation du Mouvement séparatiste jurassien (MSJ), association autonomiste et  séparatiste visant à détacher la partie francophone du canton de Berne pour créer un nouveau canton du Jura au sein de la Confédération suisse, naît également l’idée de lancer un journal officiel afin de diffuser les idéaux séparatistes. Auparavant, dans les années 1910, les idées séparatistes se diffusent dans des journaux locaux tels que Le Petit Jurassien ou Le Drapeau jurassien, notamment sous la plume de Léon Froidevaux.
Le 6 février 1948, Daniel Charpilloz, président du MSJ, Roger Schaffter, secrétaire général du MSJ, ainsi que les membres Roland Béguelin, Roger Chatelain, Pierre Boéchat, Jean Chappuis, Paul Simon, Émile Laager et Georges Membrez se réunissent à l'hôtel de la Gare à Moutier pour fonder la société coopérative Le Jura libre. Schaffter, Béguelin et Chatelain en deviennent les rédacteurs,.
Le 13 février 1948, le premier numéro voit le jour, imprimé chez Boéchat SA à Delémont, avec un éditorial signé par Roger Schaffter. Dès lors, le journal paraît tous les quinze jours avant d’adopter un rythme hebdomadaire à partir du 19 mai 1952.
Le 22 septembre 1950, Roland Béguelin devient rédacteur en chef du journal. Le 5 janvier 1952, une société anonyme est créée pour acquérir l'imprimerie Boéchat au profit du Jura libre. Béguelin en prend également la présidence.
En décembre 1961, l'Association des Amis du Jura libre est fondée.
En 1970, Le Jura libre publie son 1000e numéro.
En septembre 1981, L'Optique jurassienne (anciennement Feuille d’Avis de Moutier) s'intègre au Jura libre. À la suite de cette fusion, le journal adopte le nom de Jura libre - Optique jurassienne dès le 1er janvier 1982.

## Édition
Le Jura libre société coopérative est l'entité propriétaire du journal Le Jura libre. Son but est « d'éditer et de diffuser un organe intitulé Le Jura libre, dans le Jura bernois et dans les milieux romands des cantons suisses en vue de constituer l'organe officiel du Mouvement autonomiste jurassien ».
Son siège se situe au 19 de l'Avenue de la Gare à Moutier (BE), où se trouve également celui du Mouvement autonomiste jurassien. Son centre d'impression est établi à Delémont (JU).
Ses premiers statuts sont adoptés le 6 février 1948, et son inscription au registre du commerce du canton de Berne a lieu le 30 mars 1948.

### Personnalités

#### Rédacteurs en chef
- 1948 - 1950 : Roger Schaffter[4] ;
- 1950 - 1993 : Roland Béguelin[6] ;
- 1993 - 2011 : Christan Vaquin[7];
- Depuis 2011 : Pierre-André Comte[8].

#### Président du conseil d'administration
- Alain Charpilloz, président[9],[5];
- Vincent Charpilloz, vice-président[5];
- Laurent Girardin, secrétaire[5];
- Pascal Cornu, membre et caissier[5].